# Strada statale 24 (Polonia)
La strada statale 24 (sigla DK 24, in polacco droga krajowa 24) è una strada statale polacca che attraversa il Paese da Roudnice nad Labem a Pniewy.